# 2109 Dhotel
2109 Dhotel (1950 TH2) là một tiểu hành tinh vành đai chính được phát hiện ngày 13 tháng 10 năm 1950 bởi Arend, S. ở Uccle.